# Јасај патера
Јасај патера је вулканска калдера на планети Венери пречника око 70 km. Налази се на 32,0° северно и 55,0° западно.
Калдера је име добила у част мађарске глумице Мари Јасај (1850—1926), а име калдере је 1997. усвојила Међународна астрономска унија.